# Communication politique

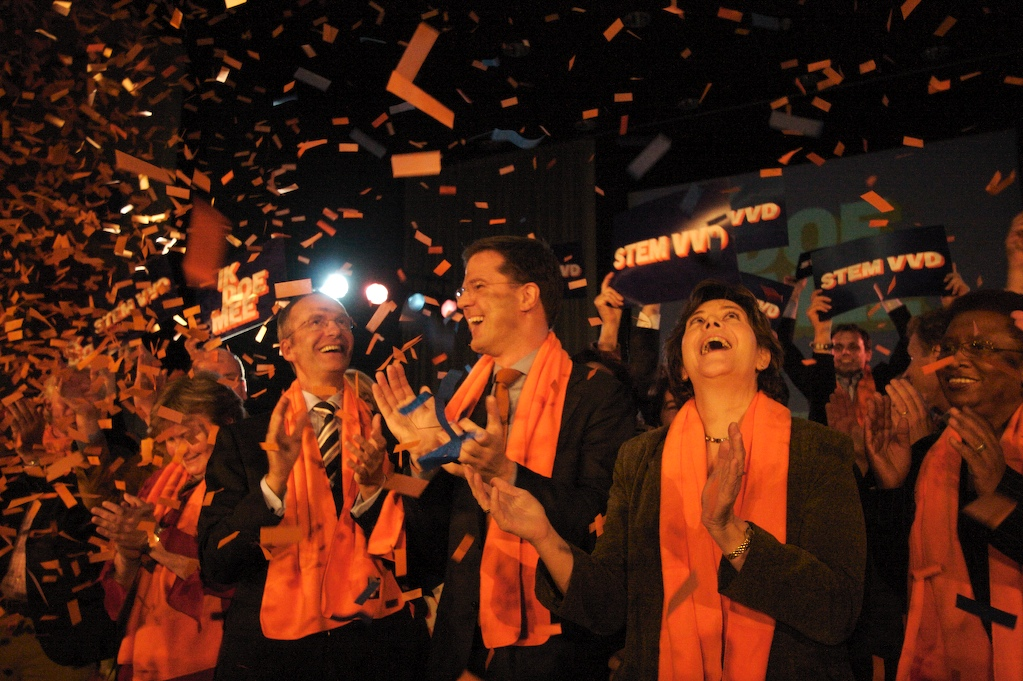
Mark Rutte avec Henk Kamp (à sa droite) et Rita Verdonk (à sa gauche) lors d'un meeting pendant la campagne des élections législatives néerlandaises de 2006.

La communication politique est une forme de communication spécifique aux affaires politiques. Dans les démocraties pluralistes, elle a généralement pour vocation d'aider à l'élection de la personne qu'elle sert avant ou pendant une campagne électorale et à favoriser le soutien de l'opinion publique lors de l'exercice d'un mandat.
« Communication politique » est un euphémisme pour parler de la propagande, terme devenu extrêmement négatif à la fin des années 1970, car lié à la notion de totalitarisme,,,.
Depuis la généralisation de l'Internet et des réseaux sociaux, et dans le contexte d'une mondialisation de l'information, la communication politique a intégré de nouveaux genres médiatiques, dont les « fausses nouvelles », la « désinformation », la « mésinformation », la « manipulation des médias », les « comportements inauthentiques coordonnés » et la diffusion d'« information problématiques »,. Ces moyens nouveaux ont permis l'apparition de nouvelles formes de « propagande » et de manipulation des votes et de la démocratie, notamment via la délivrance de messages biaisés ou mensongers, et surtout très ciblés. Comme l'a révélé le scandale Facebook-Cambridge Analytica et celui, plus discret d'Aggregate IQ, depuis le milieu des années 2010, ces messages sont parfois mis au point avec des algorithmes perfectionnés et l'intelligence artificielle, et basés sur nos profils psychologiques, secrètement créés sur la base de données personnelles parfois illégalement acquises.
La propagande et la manipulation de l'information ne sont pas nouvelles, mais elles sont devenues plus saillantes et omniprésentes avec l'avènement de l'ère du numérique a bouleversé la manière de créer, illustrer, personnaliser, diffuser et interpréter les messages politiques, ainsi que leurs impacts sur les individus, la société et la démocratie.

## Définition du concept
Pour Steve Chaffee (1975), spécialiste de la communication, la communication politique est la « part prise par la communication dans le processus politique ».
Dans l'introduction de leur Encyclopedia of Political Communication, Lyna Lee Kaid et Christina Holtz-Bacha précisent que la communication politique concerne également « les activités du gouvernement qui visent à influencer le fonctionnement des organes exécutifs, législatifs et judiciaires, les partis politiques, les groupes d’intérêt, les comités d'actions politiques et les autres parties prenantes du processus politique ».

## Éléments historiques
Alors que le discours politique a longtemps bénéficié d'une aura grâce à l'ascendant, le prestige et l'autorité des personnalités politiques, il a en grande partie perdu de son crédit depuis le XXe siècle qui voit le modèle dialogiste être remplacé par le modèle propagandiste (symbolisé par le communisme et le nazisme) puis par le marketing politique et sa rhétorique particulière.
Le discrédit de la communication politique dans les démocraties occidentales est renforcé à la fin du XXe siècle par la peopolisation de la sphère et du débat politique sous l'influence de l'égalitarisme et de la multiplication des médias qui ont paradoxalement un contenu informationnel uniforme privilégiant le fond à la forme. Dans le contexte de déclin des institutions politiques et des corps intermédiaires, le style de communication politique abandonne la rhétorique de la mobilisation au profit de l'esthétique de la séduction. Cette démonétisation de la parole politique est également stigmatisée par son recours important aux alentours des années 1990, au coaching de communicants et au storytelling qui « s’inscrit logiquement dans une tradition de manipulation des esprits dont les fondements ont été établis au début du XXe siècle par les théoriciens américains du marketing et de la propagande » : si les citoyens restent sensibles aux effets langagiers du discours politique et aux mécanismes rhétoriques, ils n'en sont pas dupes et n'ont souvent pas le temps comme les journalistes de décrypter tous ces mécanismes. L'idéal habermassien d'une sphère publique avec une communauté de citoyens éclairés par des médias de masse qui garantiraient les conditions de possibilité d'une organisation sociale pleinement démocratique (modèle de démocratie délibérative) apparaît difficilement atteignable dans ce contexte de défiance des politiques et de leur rhétorique manipulatoire,.

## Différents vecteurs de la communication politique
- L'affichage politique.
- Les rencontres sur le terrain et le tractage.
- Les colonnes politiques dans la presse, à la radio et à la télévision.
- Les débats politiques, notamment télévisés ou radiodiffusés.
- Les réunions et meetings politiques.
- La présence médiatique en général, La concentration des médias porte en elle le germe du journalisme de préfecture, d'une homogénéisation (on parle parfois de pensée unique) et d'une perte du pluralisme de l'information.
- La communication sur Internet via les sites web, les blogs ou les réseaux sociaux[17].
- Les sondages d'opinion
- Le discours qui, avec ses éléments de langage et sa rhétorique, « se trouve être le plus manipulable des leviers d’action dont disposent les politiques »[18].

## Réunions et meetings politiques

### En France

#### Historique
En France, les réunions politiques évoluent depuis les dernières années du Second Empire jusqu’à la fin de la Troisième République : les premières sont des réunions qui se développent grâce à la loi du 6 juin 1868 (liberté de réunion sous condition d'autorisation préalable, excepté la réunion électorale), la loi du 30 juin 1881 (liberté de réunion sous condition de déclaration préalable en période électorale) et grâce au discours républicain qui les conçoit comme de possibles assemblées délibératives où le citoyen fait l’apprentissage du débat contradictoire et forme son jugement politique. Elles se veulent un encadrement des masses privilégiant la raison aux émotions par peur des foules et de leur violence lors de rassemblements spontanés sur la voie publique.
La période du boulangisme et de l'affaire Dreyfus voient apparaître des réunions, en parallèle avec les manifestations de rue, qui se veulent des démonstrations unilatérales de force d'un parti, avec en corollaire des tentatives d'obstruction, ou des contre-meetings et contre-manifestations des partis adverses. La loi de 1901 et l'apparition des partis politiques renforcent cette évolution.

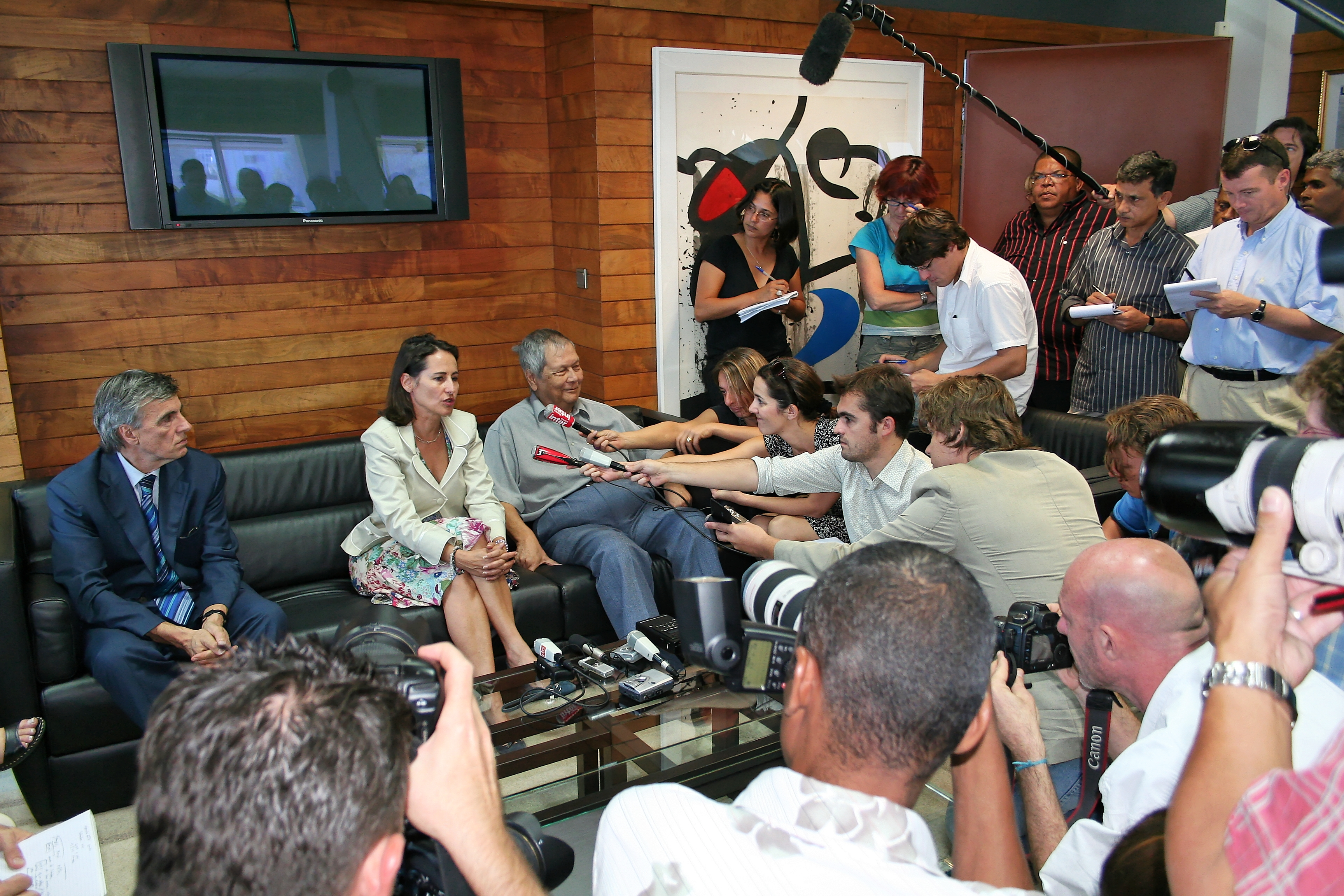
La candidate Ségolène Royal répondant aux journalistes durant sa campagne pour l'investiture socialiste à l'élection présidentielle française de 2007.

Dans les années 1920, la notion de réunion est remplacée par celle de « meeting politique », véritable vitrine du parti et « grand-messe » populaire (il arrivait alors que la moitié des électeurs assistent aux meetings lors des périodes électorales).
Dans les années 1930, le meeting est menacé, concurrencé et objet de confusions avec la manifestation de rue. Il devient dès lors essentiellement composé de militants des partis organisateurs, n'attire plus que 3 % des électeurs dans les années 1990, se réduisant à des discours destinés à quelques extraits dans les médias.
Dans les années 2000, la diffusion télévisée en direct généralisée par les chaînes d'information en continu et sur Internet et les réseaux sociaux redonne une place importante au meeting, comme en témoignent les investissements importants qu'ils génèrent lors des campagnes présidentielles correspondantes. C'est notamment cette inflation des dépenses événementielles qui est à l'origine de l'affaire Bygmalion durant la campagne de 2017.
Des innovations ont même lieu pour renouveler le genre, notamment en 2017 avec des meetings réalisés en duplex sous la forme d'un hologramme par Jean-Luc Mélenchon.

#### Enseignement
Plusieurs écoles et universités dispensent des formations relatives à la communication politique. Citons parmi les plus connues : l'Institut d'études politiques de Paris (IEP), communément appelé « Sciences Po », l'École des hautes études en sciences de l'information et de la communication - Celsa et l'université Paris 1 Panthéon-Sorbonne dont le « master de communication politique et institutionnelle », ex « DESS de communication politique et sociale », ouvert en 1979, est le plus ancien diplôme délivré en France dans ce champ.[réf. souhaitée]